# Place Jean-Cornet
La place Jean-Cornet est une place de la ville de Besançon, 

## Situation et accès
Située dans le quartier de La Boucle elle se trouve à la jonction de la rue des Granges, de la rue des Martelots et de la rue de Pontarlier.
C'est la compagnie de bus Ginko qui gère le transport de la ville avec :
- les lignes de bus  L3  L4  L6  10  26
- la ligne spéciale  Ginko Citadelle

## Origine du nom
La place a pris le nom d'un résistant bisontin, Jean Cornet.

## Historique
Elle s'appelait précédemment « place du Temple », avec une maison des Templiers, puis en 1737 « place Dauphine », puis « place de l'Etat-Major »,.

## Bâtiments remarquables et lieux de mémoire
- no 2  : Le comte Hilaire de Chardonnet y est né en 1839. Ce chimiste inventa la soie artificielle à partir de nitrocellulose et fonda en 1891 une usine de textile artificiel[3].
- Cité administrative Jean-Cornet
- La fontaine de la place, surement la plus belle fontaine avec celle de la place de la Révolution, dont l'inscription (Utinam) signifie « Plaise à Dieu »[4].